# Tortula panduraefolia
Tortula panduraefolia là một loài Rêu trong họ Pottiaceae. Loài này được (Müll. Hal. & Hampe) Broth. miêu tả khoa học đầu tiên năm 1902.